# Цырлин, Лев Вениаминович
Лев Вениаминович Цырлин (Лейб Бенианилович; 1906 — 10 февраля 1942, Ленинград) — советский литературный критик, литературовед.
Родился в семье рабочего в Царицыне. С 1919 года член ВЛКСМ, кандидат в члены ВКП(б). Секретарь семинара по диалектическому материализму. В конце 1920-х гг. член литературной группы «Смена». В мемуарном очерке Л. Рахманова — «литературовед в очках, суховатый, весьма интеллигентный и образованный». В 1928—1931 гг. — аспирант Института сравнительного изучения литератур и языков Запада и Востока. Вместе с А. Бескиной обратился с призывом «наконец заметить существование яфетидологии». Изучал наследие Тургенева, Лескова.
Редактор ГИХЛ в Ленинграде. Заведовал учебной частью Вечернего рабочего университета. Член ЛАПП — ударной бригады критиков. Писал о Ю. Тынянове. В 1936 обвинялся в троцкизме и исключен из ВКП(б). Яростно атаковал формализм (сборник «Методология формальной школы», 1936).
Жил на улице Гоголя. Жена — литературный критик Елена Викторовна (Лёля) Златова (1906—1968), «красивая и насмешливая, от улыбок и смеха на висках ее уже разбегались морщинки <…> Ее отец был когда-то врачом в Давосе». Впоследствии жена поэта С. Щипачёва.
Во время войны был бойцом писательского взвода, корреспондентом дивизионной газеты, сотрудником ЛенТАСС. В начале 1942 года безуспешно просил об эвакуации. Потерял карточки и умер от голода.